# 濟州肖氏
濟州肖氏（韓語：제주 초씨），朝鮮的外來歸化氏族之一，本貫是濟州特別自治道，集姓村在濟州市舊左邑。1985年調査時有30人。
始祖是高麗為元朝駙馬國時期來到濟州島定居的漢人肖古道（韓語：초고도），他本姓趙，在十數代前改姓肖 。
《朝鮮氏族統譜》把濟州肖氏登錄為「元投化人」。